# Vaha, Pidhaiți
Vaha (în ucraineană Вага) este un sat în comuna Bronhalivka din raionul Pidhaiți, regiunea Ternopil, Ucraina.

## Demografie
Componența lingvistică a localității Vaha
     Ucraineană (100%)
Conform recensământului din 2001, toată populația localității Vaha era vorbitoare de ucraineană (100%).